# بخش کنستانتینوفسکی، استان آمور
بخش کنستانتینوفسکی (به لاتین: Konstantinovsky District) یک منطقهٔ مسکونی در روسیه است که در استان آمور واقع شده‌است.